# Аниматори
Аниматори су музички састав основан 1980. у Загребу.

## Историја састава

### Почетак рада и деби албум
Године 1980. састав оснивају Крешимир Блажевић - Крешо, Андро Пуртић, Ватрослав Маркушић и Томислав Брезичевић - Тоцо.
Историја бенда сеже још из 1977. године када Крешо из родног Славонског Брода долази да студира у Загреб те се придружује симфо-рок састав Аниматори. Они убрзо престају са радом, док Крешо након три године оснива истоимени састав али са другачијим новим звуком.
Први озбиљнији наступ имали су на суботичком омладинском фестивалу 1982. године када наступају у финалу уз саставе Ксениа, Ла Фортуњерос и У шкрипцу где освајају друго место. Пре тога су били потпуно анонимни, а многе су изненадиле својим репертоаром од преко 30 ауторских песама.
У јесен исте године објављују и свој први сингл "Мале цурице", а затим у продукцији Жељка Бродарића снимају и први ЛП "Анђели нас зову да им скинемо крила". Највећи успех постиже насловна песма која се неколико месеци задржала на првом меесту емисије "Хит мјесеца". Аниматори су својим звуком тотално одударали од тада типичних новоталасних бендова, док су песме које су се бавиле одрастањем и носталгијом представиле Крешу као зрелог аутора који своје оригиналне идеје зна обрадити у поп форму инспирисан британском музичком сценом 60их година.

### Од 1984. до 1987.
На другом албуму, "Сви момци и девојке" којег су објавили 1984. године, иза Аниматора стаје цели Парни ваљак, од Хуса, који продуцира албум, преко Акија који пева пратеће вокале па до Растка Милошева Раса који свира гитару. Осим њих, на аблуму гостују и Мирослав Седак Бенчић (који такође сарађује са Ваљком, али и остлаим великим бендовима домаће сцене) те Давор Родик из бенда Плава трава заборава. Са албума се издваја песма "Остат ћу млад" која је искоришћена у филму "С.П.У.К" режисера Миливоја Пухловског, у којем су чланови бенда и глумили. У Августу 1984. Крешо одлази на одслужење војног рока, па Аниматори престају са радом.
Током паузе бенд напуштају бубњар Томислав Брезичевић, који прелази у бенд Карлови Вар, док виолиниста Ватрослав Маркушић прелази у састав Плава трава заборава, са којим је и пре сарађивао. Њих замењују бубњар Дражен Шомек, те клавијатуриста Тони Маркулин. Трећи албум "Док лежим цијели дан у сјени" снимају у продукцији Бранка Богуновића - Пифа из састава Плава трава заборава, а као гост се поновно појављује Давор Родик. На снимању гостују још и бубњар Ратко Дивјак, клавијатуриста Мато Дошен, док Зоран Предин из састава Лачни Франц пева у дуету са Крешом у песми "Бијег".

## Од 1992. до престанка рада бенда
Након објављивања албума бенд је направио дужу паузу, а следећу плочу снимају тек 1992. године по називом "Пролеће је закуцало/Духови из прошлости" Поделивши плочу на две целине - оптимистичну под називом "Пролеће је закциало" и депресивнију "Духови прошлости", Крешо се ауторски креће од првог албума па до тада актуелних ратних времена, а са песмом "Кад се вратим кући" учествује на компилацијском албуму "Рок из Хрватске".
Године 1995. објављују компилацију "Реаниматори" са поднасловом "ваше-наше најдраже песме" која садржи њихове старе хитове. Албум "Сањарица" објављују 1996. године док 1998. издају албум "К.Б. & Фудбалери" који је снимљен још 1985. године. Те песме су мирније, без, за Аниматоре уобичајену лепршавост.
Опроштајни концерт одржавају 19.фебурара 1999. године у клубу Кулушић, којег тада само Крешо држи живог, а тај концерт издају и на ЦД-у под називом "Има још пуно времена". На концерту гостују виолиниста Риста Ибрић и Бранко Богуновић - Пиф.

## Након престанка рада бенда
Након престанка рада, Крешо се и даље бавио музиком, сарађивајући са Бранком Богуновићем, те саставом Кулен Генг којег је водио Звонимир Ћосић - Ћоса, а објављује и пар књига песама те аутобиографију "Остат ћу млад". Пише рецензије за часописе "Вијенац", "Кана" и "Цантус", а ради и музику за документарни филм "Бунарман" Бранка Иштванчића.
Након наступа на дочеку нове 2007. године, Крешо одлучује поновно да окупи Аниматоре, те припрема и нове песме, но изненада умире 19. Марта 2007. годие у 49. години живота. У спомен на Крежа Блажевића, 20. Јуна 2007. године у Дому културе одржан је велики концерт, а као гости наступили су: Хана Блажевић (Крешина ћерка), и њен бенд, Нено Белан, Хакуна Матата, Даворин Боговић, Срђан Гојковић - Гиле, Бранко Богуновић - Пиф, Аки Рахимовски, Лачни Франц, Метесси&Звиједе, Дарко Рундек те Зоран Предин.
2007. године излази и бокс сет са 3 албума Аниматора: "Анђели нас зову да им скинемо крила", "Сви момци и дјевојке" и "Док лежим цијели дан у сјени" у издању Кроатиа Рекордс.
Након више од 30 година од основања, Аниматори су и дан данас извођен бенд. На норијадама се још увек пева "Касно је за просинац", "Остат ћу млад" је и даље химна новијих генерација, док је песма "Комарци - лето нам се вратило" једна од најизвођенијих на радио станицама и ТВ каналима готово цело лето.
У Славонском Броду се сваке године одржавају око 19.. марта меморијал "Крешо Блажевић" на којем настипају разни бендови из Славонског Брода уз госте (Крешине пријатеље) из Загреба.

## Чланови
- Крешимир Блажевић - вокал, гитара († 19. марта 2007)
- Томислав Брезичевић - Тоцо - бубњеви
- Андро Пуртић - бас гитара
- Ватрослав Маркушић - виолина
- Дражен Шомек - бубњеви
- Предраг Миљуш - гитара
- Тони Маркулин - клавијатура
- Зоран Хараминчић - бас гитара
- Горан Маркић - бубњеви
- Дамир Вук - клавијатура
- Крешимир Гавран - акустична гитара, пратећи вокал

## Дискографија

### Студијски албуми
- 1983. "Анђели нас зову да ин скинемо крила" (Југотон)
- 1984. "Сви момци и дјевојке" (Југотон)
- 1987. "Док лежим цијели дан у сјени" (Југотон)
- 1992. "Прољеће је закуцало / Духови из прошлости" (Орфеј)
- 1996. "Сањарица" (Цроатиа Рецордс)
- 1998. "К.Б. & Фудбалери" (Орфеј)

### Уживо албуми
- 1999. "Има још пуно времена" (ХБ звук)"
- 2007. "Остат ће млад - Сјећање на Крешу Блажевића" (Даллас Рецордс)

### Компилација
- 1995. "Реаниматори или ваше наше најдраже пјесме" (Цроатиа Рецордс)

### Синглови
- 1982. "Мале цурице / Живјети мирно" (Југотон)
- 1983. "Анђели нас зову да им скинемо крила / Љето нам се вратило" (Југотон)
- 1984. "Као огледала / Остат ћу млад" (Југотон)
- 1987. "Бијег / Стави ме на конопац"  (Југотон)
- 1988. "Док лежим цијели дан у сјени / Двије пијане будале" (Југотон)
- 1992. "Прољеће је закуцало / Духови прошлости" (Орфеј)

### Остало
- 2007. "3ЦД Бок Сет" (Цроатиа Рецордс)